# Tuvalu mo te Atua
Tuvalu mo te Atua (traduit par « Les Tuvalu avec Dieu » ou « Les Tuvalu avec le Tout-Puissant ») est l'hymne national des Tuvalu. Les paroles et la musique ont été créées par Afaese Manoa. Les paroles sont en tuvaluan.
Il a été adopté en 1978 quand le pays est devenu indépendant.

## Paroles

### Paroles entuvaluan
Tuvalu mo te Atua

Ko te Fakavae sili,

Ko te alu foki tena,

O te manuia katoa;

Loto lasi o fai,

Tou malo saoloto;

Fusi ake katoa

Ki te loto alofa;

Kae amo fakatasi

Ate atu fenua.

"Tuvalu mo te Atua"

Ki te se gata mai!

Tuku atu tau pulega

Ki te pule mai luga,

Kilo tonu ki ou mua

Me ko ia e tautai.

"Pule tasi mo ia"

Ki te se gata mai,

Ko tena mana

Ko tou malosi tena.

Pati lima kae kalaga

Ulufonu ki te tupu.

"Tuvalu ko tu saoloto"

Ki te se gata mai!

## Traduction en français
Tuvalu avec Dieu

sont les mots que nous détenons de plus cher ;

Pour qu'aussi bien les personnes que les dirigeants

Des Tuvalu nous partagions tous

En sachant que Dieu

Règnera toujours dans le paradis d'en haut,

Et que nous sur cette terre

Sommes unis dans Son amour.

Nous misons sur un fondement solide

Lorsque nous avons pris confiance en la grande loi de Dieu ;

« Tuvalu avec Dieu »

Pour qu'elle soit notre chanson pour toujours !